# Aligot caragrís
L'aligot caragrís (Butastur indicus) és una espècie d'ocell de la família dels accipítrids (Accipitridae). Habita boscos d'Àsia oriental, al sud-est de Sibèria, nord-est de la Xina, Japó i les illes Izu. Migra cap al sud per a passar l'hivern al sud-est de la Xina i Corea, Sud-est Asiàtic, Indonèsia i Nova Guinea. El seu estat de conservació es considera de risc mínim.